# بوينغ إم إتش-6 ليتل بيرد
طائرة بوينغ إم إتش-6 طائرة مروحية حربية خفيفة طورتها شركة بوينغ لأنظمة الطائرات المروحية، والتي تشمل أيضًا الطائرة المروحية بدون طيار (ULB)

## الخصائص العامة
- الطاقم: 1-2
- السعة القصوى: 5
- الطول: 32 قدم 7 في (9.94 م)
- قطر الدوار: 27 قدم 4 في (8.33 م)
- الطول: 8 قدم 9 في (2.48 م)
- منطقة القرص: 587.5 قدم مربع (54.6 متر مربع)
- الوزن فارغة : 1591 رطل (722 كجم)
- الحمولة المفيدة: £ 1509 (684 كلغ)
- وزن الإقلاع الأقصى: 3100 رطل (1,610 كلغ)
- المحرك : 1 × واحد أليسون 250-C30 -C30 250 العنفي، 425 SHP (317 كيلوواط) قوة اقلاعها (derated)
- طول جسم الطائرة: 24.6 قدم (7.50 م)
- العرض جسم الطائرة: 4.6 قدم (1.4 متر)
- نظم روتور: 6 الشفرات على الدوار الرئيسي، و 4 في ريش الذيل الدوار
- سعة خزان الوقود المفيد: 62 غالون (242 لتر) أو 403 رطل (183 كيلوغرام)

### الأداء
- السرعة القصوى : 152 عقدة (175 ميل في الساعة، 282 كم / ساعة)
- سرعة العبور : 135 عقدة (155 ميل في الساعة، 250 كم / ساعة)
- مجموعة : 232 عقدة (267 ميل، 430 كم)
- أعلى أرتفاع : 18,700 قدم (5,700 م)
- معدل الصعود: 2061 قدم / دقيقة (10.5 م / ث)[1]

## التسليح

### رشاشات
- واحد رشاش أم230  [لغات أخرى]‏ عيار 30 ملم (1.18 بوصة)؛ أو
- أثنين رشاش جي أيه يو 19  [لغات أخرى]‏ عيار 12.7 ملم (0.50 بوصة)؛ أو
- أثنين رشاش أم 34 ميني قن عيار 7.62 ملم (0.30 بوصة)

### الصواريخ
- 2 × LAU-68D / A 7 أنابيب القرون اطلاق الصواريخ 2.75 في (70 ملم) هيدرا 70 المقذوفات الصاروخية
- المضادة للدبابات الصواريخ الموجهة: 2 × AGM-114 هيلفاير
- الصواريخ المضادة للطائرات: 2 × ستينغر (FIM-92) للدفاع عن النفس

## قصتها
أصدر الجيش الأمريكي في عام 1960، المواصفات الفنية 153 لطائرة هليكوبتر للمراقبة في ضوء (LOH) التي يمكن أن تنقل الموظفين، ومرافقة البعثات والهجوم، وإجلاء المصابين والمراقبة. استغرق اثني عشر شركة مشاركة في مباراة وشعبة شركة هيوز للطائرات لتقديم نموذج 369. وقد تم اختيار اثنين من التصاميم، وتلك التي قدمها فيرتشايلد هيلر، والجرس، والمرحلة النهائية من قبل مجلس التصميم المنافس للجيش في سلاح البحرية،
طارت أول نموذج أولي 369 في 27 شباط 1963. وعين في الأصل YHO-6A وفقا لنظام التعيين في الجيش، اسم جديد هو الطائرات يوه-6A في إطار وزارة الدفاع في نظام مشترك جديد في عام 1962. وقد تم بناء خمسة نماذج أولية، مزودة باليسون 252 (188 كيلوواط) SHP T63-A-5A، [1] وتسليمها للجيش الأميركي في فورت روكر بولاية ألاباما لمنافسة الطائرة الأخرى المقدمة من النموذج الأولي بيل 10 وفيرتشايلد هيلر، . في النهاية، هيوز فاز في المسابقة والجيش تعاقد مع الشركة للإنتاج في ايار 1965. وكان النظام الأولي لطائرة 714، وقد تم بناء طائرة هليكوبتر سبعين في الشهر الأول.

## مشاركاتها

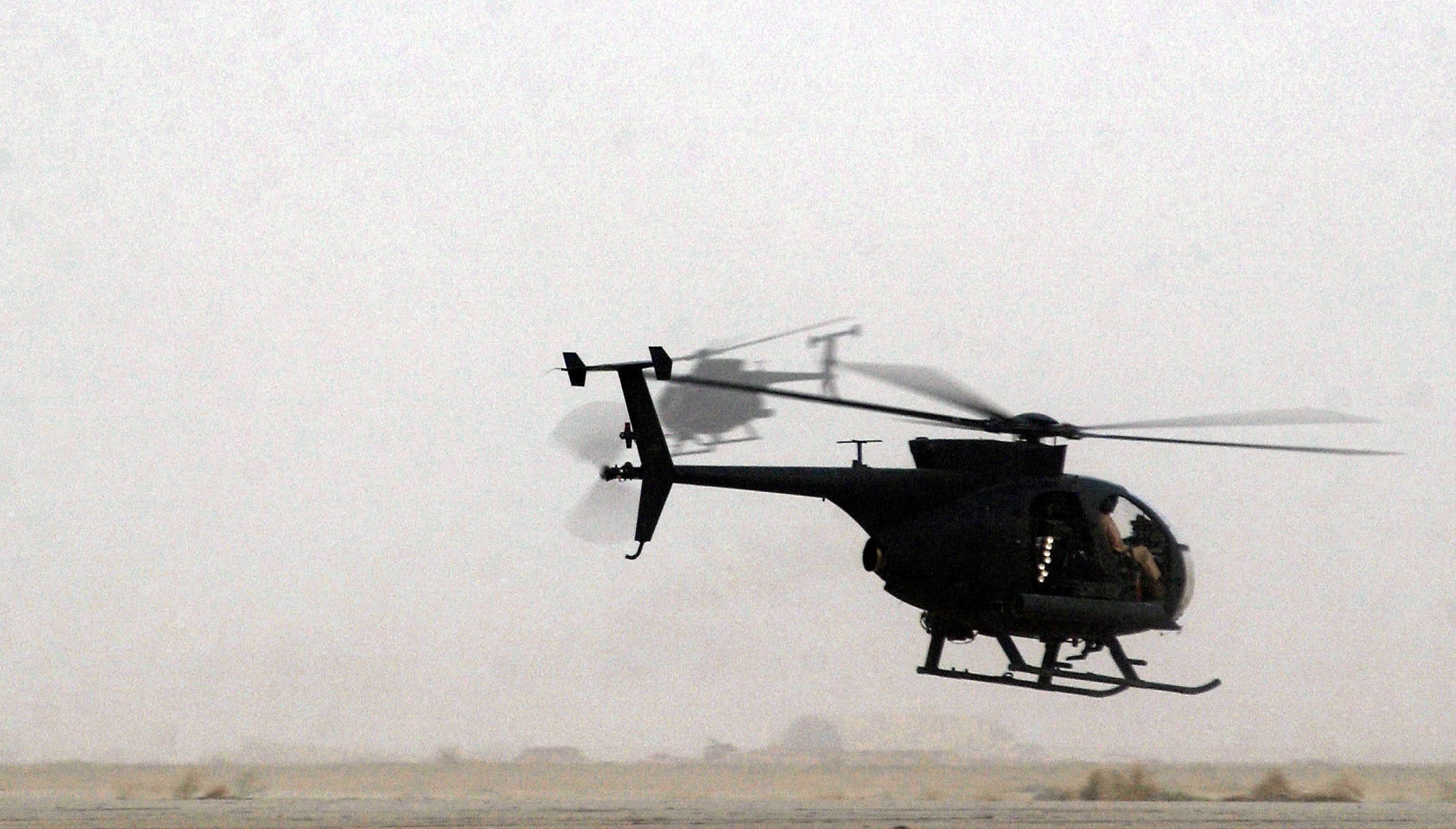
.

### غزو العراق
خلال غزو العراق في عام 2003 وحتى نهاية الحرب في أواخر عام 2011، تولى الطيارين الطائر الصغير في العديد من البعثات. اثنان AH-6 و 2 MH-6 طائرات هليكوبتر كانت جزءا من غارة العمليات الخاصة في القادسية في غرب العراق.
وكلفت أيضا AH-6 طائرات هليكوبتر مع دعم مهمة إنقاذ خاصة من الدرجة الأولى جيسيكا لينش في نيسان 2003.
وكانت MH-6 طائرات هليكوبتر جزء من TF-145، فضلا عن انقاذ ثلاثة من المتعاقدين الإيطاليين ورجل الاعمال البولندي كرهائن من قبل مسلحين عراقيين في عام 2004.

### نيكاراغوا
بحلول عام 1983، ارتكبت بكثافة 160 سور وطائرات هليكوبتر لدعم الكونترا، وهي الولايات المتحدة التي تدعمها القوة العسكرية. خصيصا تحمل علامات طائرات هليكوبتر هيوز 500Ds من وحدة Seaspray وكالة المخابرات المركزية ومقرها في فورت Eustis كما شارك في هذه المهمة.
واستندت MH-6S في بالميرولا القاعدة الجوية، وهندوراس، وطار بعثات إلى نيكاراغوا. وارتدى أفراد وحدة ملابس مدنية، وتوجه ليلا، وصدرت تعليمات لتدمير الطائرات في حال اضطروا إلى النزول